# پریش کرول شرقی (لوئیزیانا)
ایست کرول پریش (به انگلیسی: East Carroll Parish) یک قصبه در ایالات متحده آمریکا است که در لوئیزیانا واقع شده‌است.

## خصوصیات
ایست کرول پریش ۱٬۱۴۴٫۷۸ کیلومترمربع مساحت دارد.

## نگارخانه

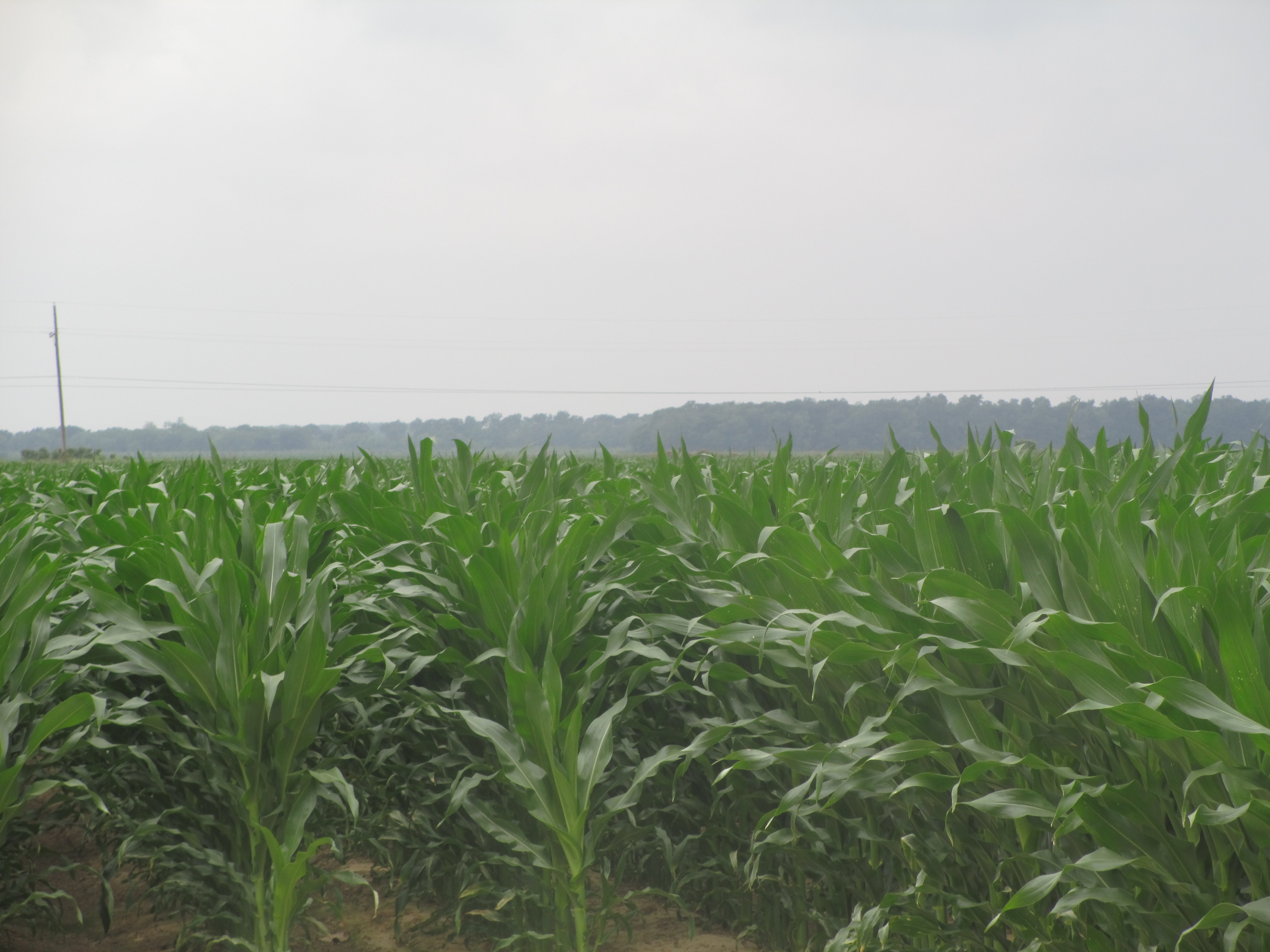
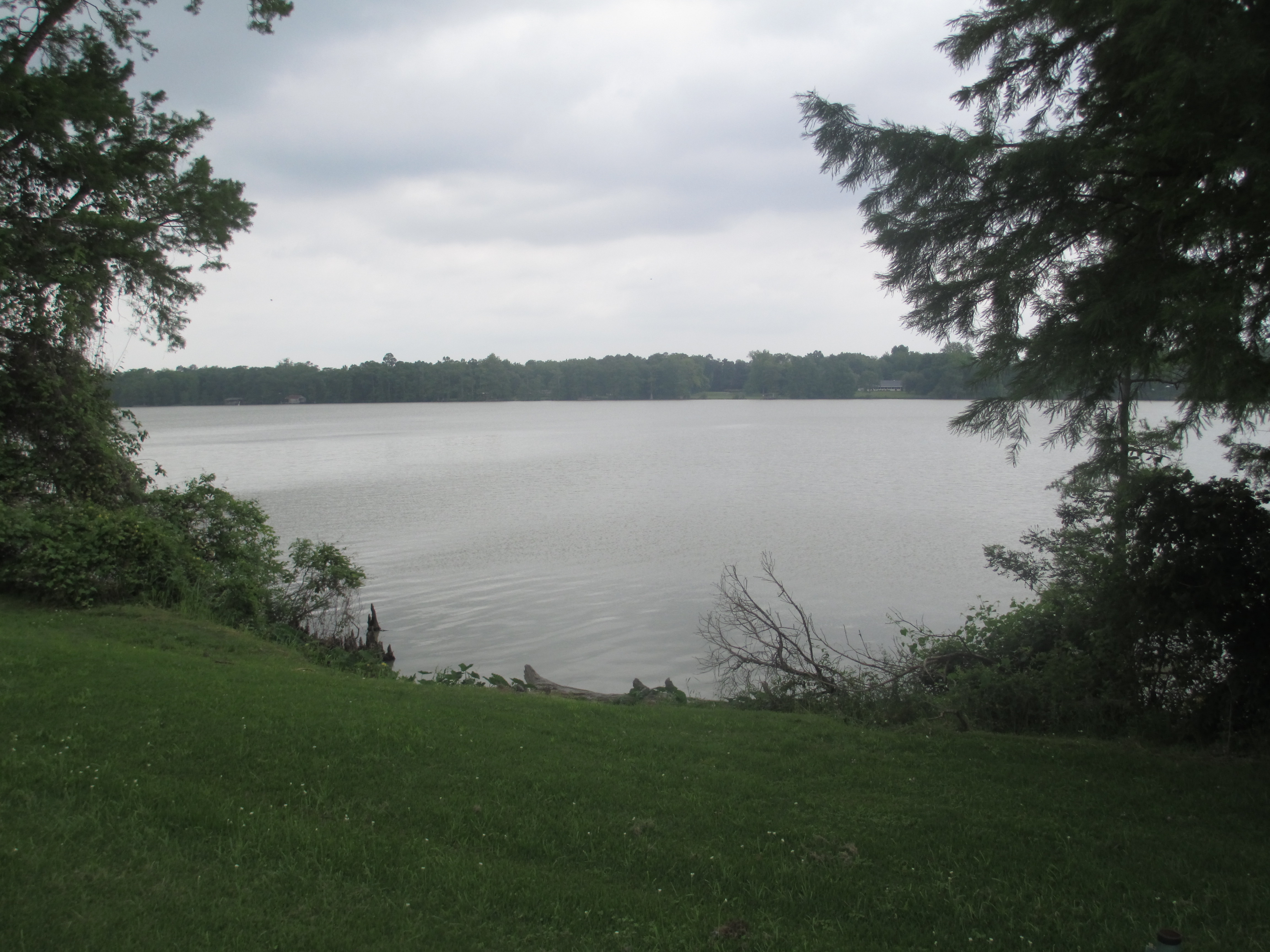
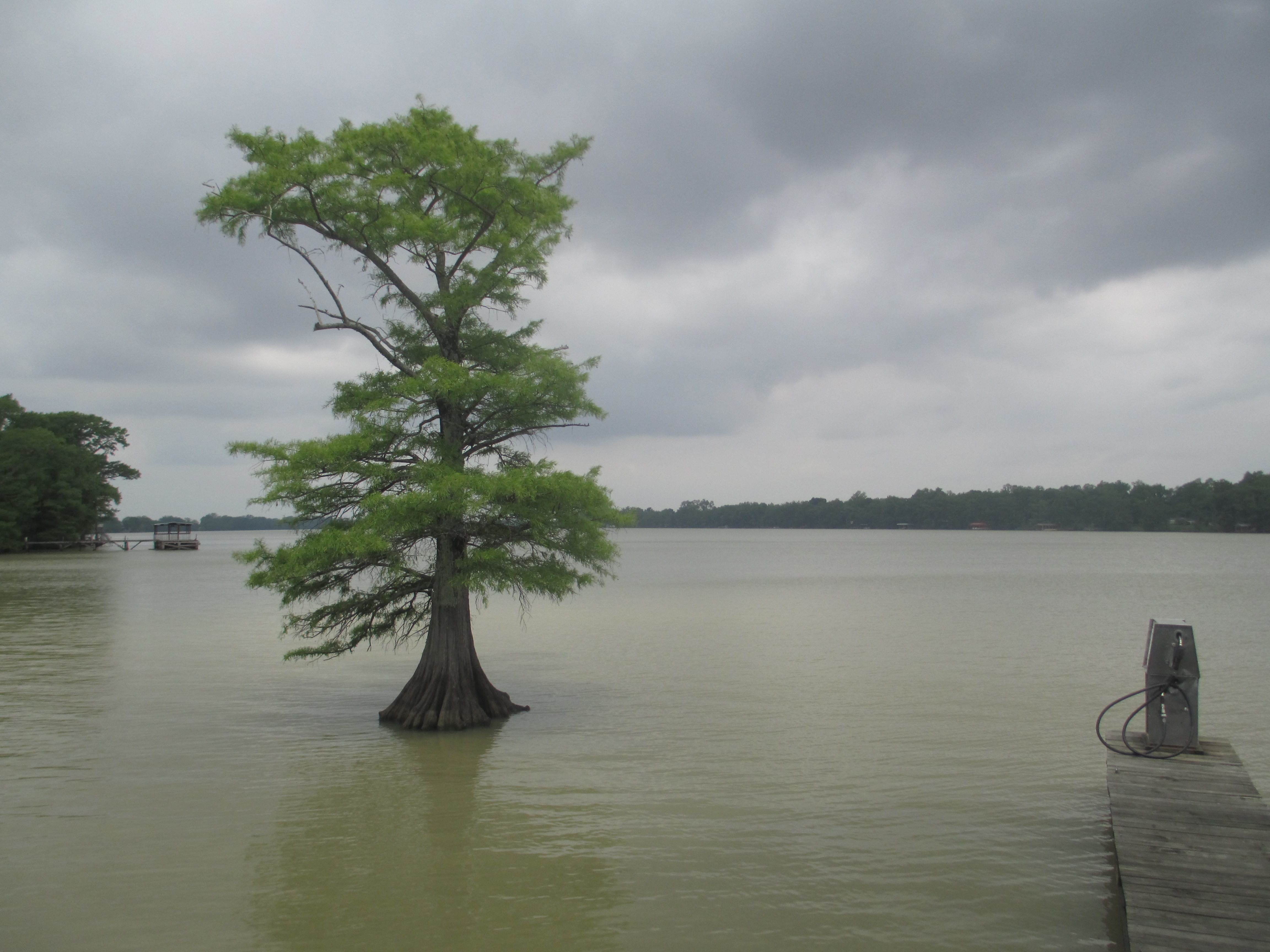
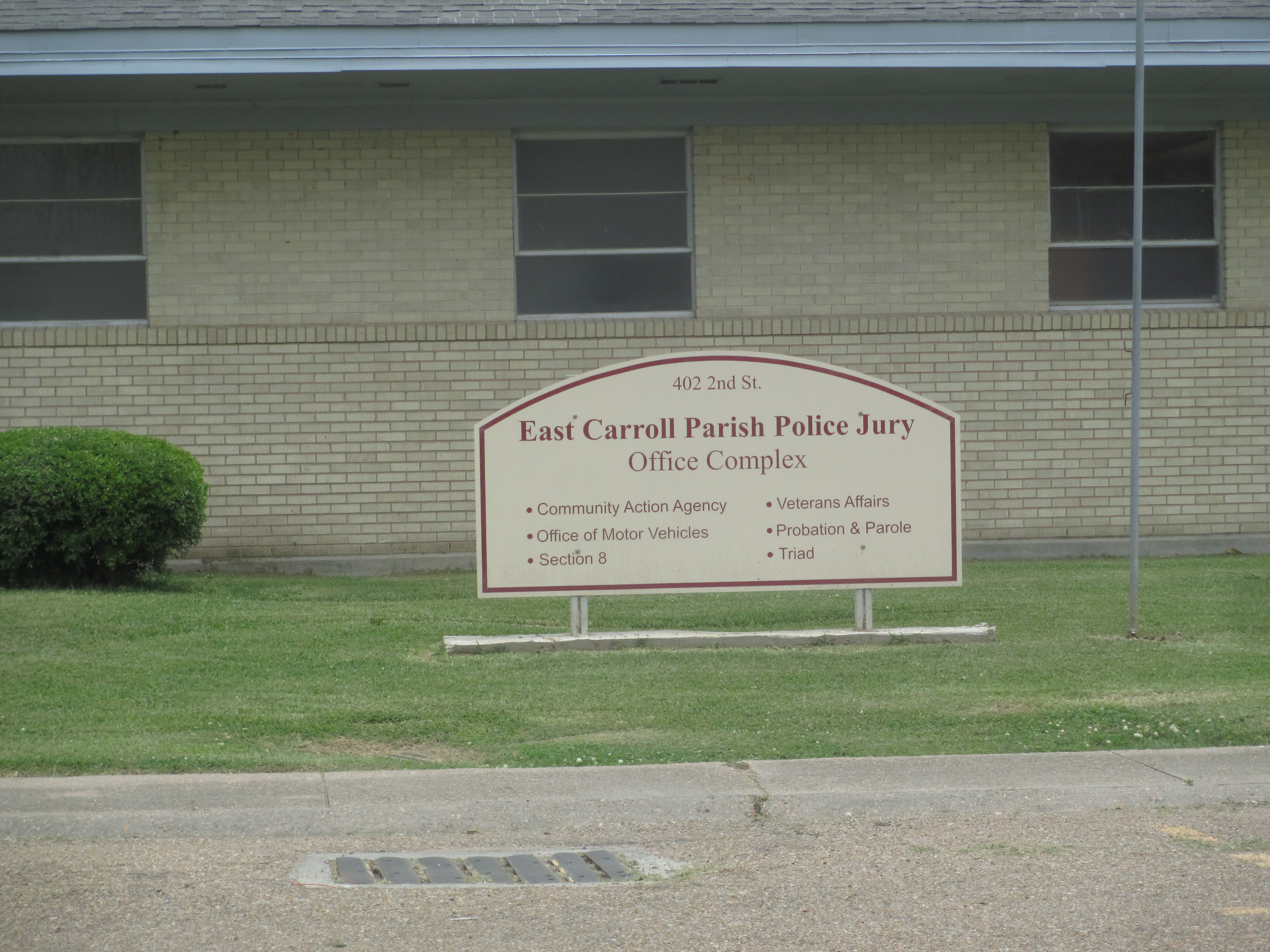
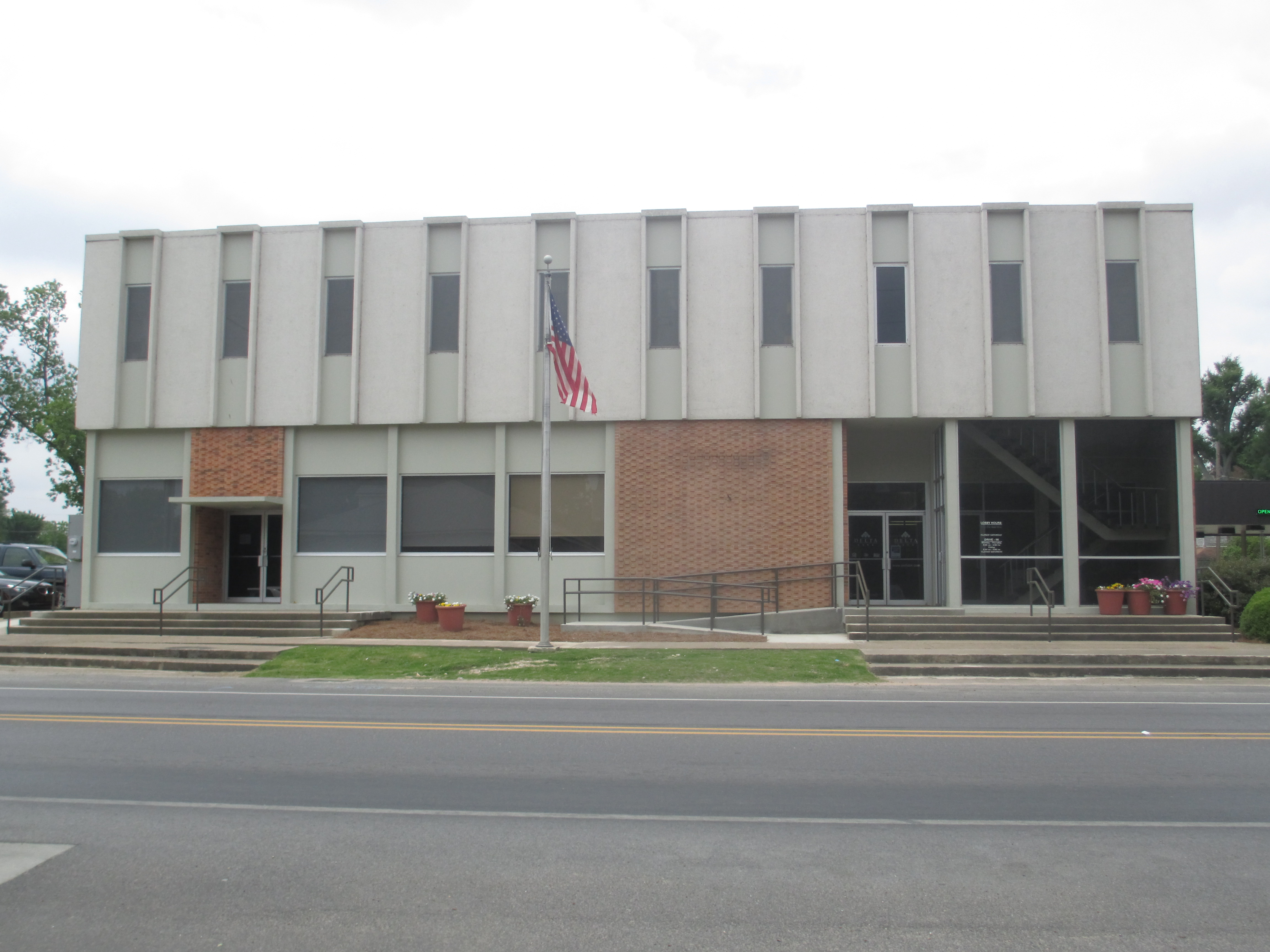